# Ai sp@ce
ai sp@ce（アイスペース）は、かつてドワンゴ、ヘッドロック、ブシロード、ビジュアルアーツ、CIRCUSの全5社からなるai sp@ce 製作委員会が運営していた3D生活空間サービスである。略称はアイスペ。20歳以上の成人を主たる対象とし、未成年者は親権者又は保護者等の同意の上で規約の同意が可能であった。2008年10月15日サービス開始、2010年1月20日コスプレ育成水鉄砲シューティング開始、2011年5月24日サービス終了お知らせ後、存続プレイヤーのみに全無料開放、2011年6月30日20時にてサービス終了。

## 概要
当初、ai sp@ceはセカンドライフを代表とする3D表示による仮想空間サービス、いわゆるメタバースとして位置づけられていた。
ユーザーは独自にアイテム等を作成できず、マップにも手を加えられないなど仮想空間内での自由度は低く、出来る事は限られていたものの人気美少女ゲーム作品と連携して作品の舞台である学校や制服などを実装することでファン層の取り込みを狙い、秋葉原駅周辺を忠実に再現したマップやアバターのデザインの美麗さでも注目を集めた。
2008年9月に始まったβテストから10月の正式サービス開始直後はログインするのも困難なほど多くの参加者があったが、原作ゲームのファン層からは関係アイテムの入手の困難さに対する不満が目立ち、また当初はゲーム的な要素が無かったためか 『やる事がない』と離れてゆくユーザーが続出。サービス開始から数ヶ月後には過疎化が進み、ユーザーの間からもサービスの継続を危ぶむ声が出る状態となっていた。
このため方向性を転換、2010年1月に大規模なアップデートを行い、TPSガンシューティング風の「水鉄砲シューテイング」機能を実装。ゲーム的要素を強く打ち出す事によりテコ入れを図った。また、その後およそ1年にわたり東方Projectや初音ミクなどの人気作品とのコラボレーション企画が追加され、暫くは活況を呈していたが2010年末頃には再び過疎化が目立つ様になっていた。
2011年5月24日にサービスの終了を発表、2011年6月30日にサービス終了。
メディアミックス企画として漫画版ai sp@ceが『あいすぺ＠』のタイトルで電撃G's Festival! COMICに連載された。

## システム
ai sp@ceをプレイするにはニコニコ動画のユーザー登録が必要。既にユーザー登録済みであれば特に手続きは必要なく、ゲームクライアントをインストールするだけでプレイ可能。(ただし、サービス開始直後の一時期は登録が殺到したため順番待ちの状態が発生していた)
初回のゲームスタート時にアバターキャラクターの作成・登録を行う。1アカウントにつき1キャラクターのみ作成できる。
3Dグラフィックによる表示のためプレイには相応の性能を持ったPCが必要とされたが、当時としても特別に高い要求ではなく、要求最低スペックに満たないPCでも快適とは言えないが特に問題なく動作する例も多かった。とはいえイベント等で100人以上のアバターが集まるような場合は非常にクライアントの負荷が高くなり、ノートPCなどでは極端に動作が遅くなる状態も見られた。
仮想空間内ではアバターを背後から見下ろすTPS的視点、またはアバター中心のFPS的視点のどちらで表示するか選択できる。
マップ上の移動などの操作のほとんどはマウスのみで可能だがキーボードとの併用も可能。ただし、「水鉄砲シューティング」(後述)のプレイ時は通常と違う操作方法になっている。
ai sp@ceの仮想空間内は『島』と呼ばれるエリアに分けられており、中心となる「アキハバラ島」とCLANNADの世界観を再現した「クラナド島」、D.C.II 〜ダ・カーポII〜の世界観を再現した「ダ・カーポ島」、SHUFFLE!の世界観を再現した「シャッフル島」が存在した。
1つの『島』は学校、商店街などいくつかのマップで構成されている。サーバー毎に独立した世界にはなってはおらず、全てのユーザーはどの島の住人でも自由に交流することができる。
初期の計画ではこの4つの他にも順次新しい『島』が追加される予定であったが、実現しなかった。ただし「水鉄砲シューティング」関係でのコラボレーションとして他の3つの作品（後述）のマップやキャラクター、各種アイテム等が実装されており、『島』という形になってはいないもののそれに準じた拡張はされたと言えなくもない。
ニコニコ動画との連携サービスとして各島に街頭スクリーンが設置され、常時ニコニコ動画の映像がランダムに流されており、ニコニコ生放送を使用したイベントなども多く開催された。
また、「マイルーム」内にテレビを設置することで自由に動画を視聴することも出来た。
仮想空間内で使用される通貨には　ゲーム内で手に入れることが出来る「D（デレ）」と課金が必要な「P（ニコニコポイント）」があり、それぞれ購入可能なアイテムが違う。「P」は1P=1円の課金で購入できるが「P」を換金することは出来ない。また「P」から「D」への両替や、その逆も出来ない。ユーザー間で受け渡しが出来るのは「D」のみになっていた。

### アバター
ai sp@ceの仮想空間内でユーザーが取る姿。男性形アバターと女性形アバターがあり、どちらでもプレーヤーの性別に関わらず選択可能。アバターの身長、顔、髪型などをいくつかのタイプから選択できる。
アバター名はニコニコのユーザー名とは別に自由に決められるが、既に登録されている名前と重複する名前は使用できない。また、登録した名前や容姿は　いったん削除して登録し直さない限り変更できない。髪形や服装に関しては「ウィッグ」や衣装のアイテムを入手することにより自由に着せ替えを楽しむことができる。
仮想空間内ではアバターの頭上に常時そのアバター名が表示される。
アバター同士の会話は基本的にはオープン状態でのチャットとなるが、「携帯電話」機能を使うと特定の人・グループのみとの会話や、その場にいない人との会話も可能。
「エモーション」と呼ばれる機能で、自分のアバターに「手を振る」「座る」「泣く」などの動作を取らせることができる。
アバターには「体力」や「疲労度」のようなパラメーターによる行動の制約は無く、自動的に何かを消費する事もない。

### キャラドル
ai sp@ceの大きな特徴のひとつである「キャラドル」は仮想空間内におけるパートナーであり、ユーザーにとってはいわゆる「俺の嫁」になる。ゲーム内では「外神田事務所」が作ったロボットもしくは人工生命のような存在とされている。詳細は不明。
プレイ開始後、すぐにプレーヤーの許にやって来ることになり、その際にキャラドルの名前も決定する。名前の制限についてはアバターと同様で、同じく登録後の変更はできない。
キャラドルの外見は顔以外は女性タイプのアバターとほぼ同じであり、服装なども女性アバター用のアイテムをそのまま使用できる。キャラドルは女性タイプのみが存在し、男性タイプのキャラドルは用意されていない。容姿についてはアバター作成時のように任意のカスタマイズは出来ず、登録した島の原作キャラのうち2タイプの素体の髪型を変更したものが登録時の質問の結果によって自動的に割り振られる。
マップ上ではアバターと同様に頭上にキャラドル名が表示されるが、アバターとの区別のため名前はピンク色の文字で表示されている。
標準ではアバターの後について歩くように行動し、プレーヤーが直接操作することはできないが、「aiちゅーん」によって行動のパターンの変更、周囲のアバターの言動に反応した行動をとらせる、任意の台詞を喋らせる、など様々なカスタマイズが可能。
1人のアバターが複数のキャラドルを保有できる様にする計画もあったが実現しなかった。

### aiちゅーん
キャラドルを制御するためのスクリプト。リアルタイムで処理される為、実行タイミングの設定など一般的なスクリプトとは少し異なる。任意の台詞を喋らせる、行動のパターンの変更、周囲のアバターの行動に反応した行動を取らせる、などもできた。変数や条件分岐などの機能がある為、素数生成や人生ジェネレーターなどユニークな作品がある。こちらもゲーム内ショップでDで販売可能

### aiばいと
ai sp@ceでゲーム内通貨を稼ぐ方法の一つがaiばいとである。
サービス開始直後は初期クエストを消化してしまうと、その後は多くのプレーヤーにとっては外神田事務所から支給される1日1000Dしか収入が無い状態になってしまい、アイテム一つ買うにも何日も貯金しなければならなかった。このため、2008年12月から順次aiばいとが開始された。
水鉄砲シューティング実装後は 水鉄砲の方が効率よくゲーム内通貨を稼げる様になったためか新たなaiばいとが追加されることも無く、あまり省みられる事もなくなった感がある。
- aiばいと第一弾

通称、捕獲バイト。各島の学園内外にいるマスコットを捕まえて商店街にいる係員に引き渡すことでゲーム内通貨を受け取れる。各chに50匹ずつ、合計で200匹おり、全て捕獲すると0～数十分後にまた200匹出現する。
報酬は一匹100Dだが残り数が少なくなるにつれて報酬が上がってゆくため他のプレーヤーとの駆け引きの要素もあり、水鉄砲シューティングが登場するまでは唯一と言っていいゲーム的なコンテンツだった。通常マスコットの他に色違いのレアなマスコットもいる。1日20回までの制限がある。
- aiばいと第二弾

通称、配達。商店街で外神田配達員から渡された荷物を各店員に届ける。
1回につき100Dの報酬を貰える。希にゲーム内通貨のほかに店の商品を貰えることがある。1日10回までの制限がある。
- aiばいと第三弾

通称、エモバイト。ai sp@ceを盛り上げるために、ai sp@ce内の指定された場所で特定のエモーションをする。
1回につき200Dの報酬を貰える。1日1セット(6回)までの制限がある。

### ドラマ
ドラマでは好きなように恋愛シミュレーションゲームを作ることができる。文章表示や選択肢表示、フラグ管理、条件分岐など基本的な機能は揃っており、ユーザーのやる気次第では市販品並の長編作品を作成することも不可能ではない。絵を描く必要はなく、予めキャラクターやアイテムが用意されている。ゲーム通貨でアイテムを買うことにより種類を増やすことができる。ちなみにゲーム内ショップでDで販売可能。
こちらはサービス期間中を通じて大きな改良は行われず、使用できるアイテムやボイスの追加があった程度である。

### aiぽん
DもしくはPを支払うことで、各種アイテムをランダムで入手できるいわゆる『ガチャ』。デレによるものとニコニコポイントによるものはアイテム内容が違う。初期
はアキハバラ島に共通aiぽんと期間限定aiぽん、ほかの3島ではそれぞれ原作関係のaiぽん(例えばダカーポ島にD.CII関係のaiぽん)となっていたが、2010年1月の水鉄砲シューティング導入後はすべて外神田事務所内に設置されるようになり、内容も刷新された。

## キャラクター

### ヒロイン
ai sp@ceの原作ゲームとなる「CLANNAD」、「D.C.II ダ・カーポII」、「SHUFFLE!」に登場する女性キャラクターから各5人、計15人が「ヒロイン」として設定され、容姿などもほぼ忠実に再現された特別なNPCとして登場する。
ダカーポ島 ・・・朝倉音姫・朝倉由夢・白河ななか・月島小恋・雪村杏
クラナド島 ・・・古河渚・藤林杏・伊吹風子・坂上智代・一ノ瀬ことみ
シャッフル島 ・・・リシアンサス・ネリネ・芙蓉 楓・プリムラ・時雨 亜沙
「あのゲームのヒロインたちと同じ世界で暮らす」というコンセプトのai sp@ceの目玉的存在であった筈だが　数回の「原作イベント」への登場も2009年5月のクラナド島でのイベントを最後に絶えて姿を見せなくなり、ディズニーキャラの居ないディズニーランド、などと揶揄されることもあった。
水鉄砲シューティング導入後は、関連のストーリーイベント内では登場する様にはなったものの従来の形でのイベント開催は無くなり、学園に姿を現すことはなかった。が、サービス終了間際のイベントでおよそ2年ぶりにマップ上に登場し、ファンを喜ばせた。

### 外神田ジュエルス
ai sp@ceそのもののイメージキャラクター。仮想空間内では、この世界を運営する「外神田事務所」の職員という設定を持ち、専用の容姿を持つ特別なNPCとしてアキハバラ島に配置されている。水鉄砲シューティング実装後はシナリオ中にも度々登場するなど重要性が増した。
2010年4月に声優が公募され、水鉄砲シューティングの実装と同時にボイスが付与された。以後、この3人の声優はサービス終了まで定期的に「ニコニコ生放送」イベントに出演した。
ただし、このようなイベントの際も常に「葉山いくみ」「松嵜麗」「桜咲ちよ」として通常のアバターを使用して登場しており、「燐」「蛍」「真珠」のアバターでイベントやマップ上に登場する事は無かった。
- 真珠 (CV: 桜咲ちよ（当時) / 現：桜咲千依)

外神田事務所内窓口にいる。寡黙な面があるが根気よく話しかければ打ち解けてくれる。
担当はアバター及びキャラドルの住民登録。光坂高校の制服を着ている。
- 燐 (CV: 葉山いくみ)

アキハバラ島の駅構内、改札前にいる。良くも悪くも勝気で感情豊か。「蹴るかんね」が口癖。
担当はaiばいとの紹介及びゲーム通貨を賭けてのじゃんけん。勝ち続ければ掛け金の配当が倍々に増えていくが、負けると没収される。風見学園付属の制服を着ている。
- 蛍 (CV: 松嵜麗)

外神田事務所前の歩道にいる。面倒見が良く気さくな反面、気ままな一面も。プレイヤーに対して思わせぶりな言動をすることもある。
担当は有料アイテムのリサイクル（3つと交換で、aiぽんを一回プレイできるチケットをくれる）。過去のイベントではゲーム通貨の賄賂の額によって勝率が変わるチートじゃんけんを披露した。バーベナ学園の制服を着ている。

### 運営側アバター
運営側スタッフが操作するアバター。イベントの司会進行等を担当する。演者の内訳・他役職との重複の有無は非公開。

#### アイスペ情報部
運営側スタッフが演じる架空のキャラクターで、初心者講習会等の定期イベントに出演する。
- 【AM】アリエル

4人のaiめいとからなる「アイスペ情報部」を率いる、快活な女性。パートナーキャラドルはしっかり者の「チタニア」。
- 【AM】リシテア

アリエルを「お姉さま」と慕う、お嬢様然としたたたずまいの少女。パートナーキャラドルは無邪気な「ライシシア」。
- 【AM】フェーベ

食いしん坊で、アリエル以上に活動的な青年。良く言えば熱血漢、悪く言えば単純。パートナーキャラドルは大人しい「カッシーニ」。
- 【AM】ネレイド

2009年4月からイベントに出演しているaiめいと。新人の上に控えめな性格のため、影は薄い。パートナーキャラドルは天邪鬼な「ガラテア」。

#### 運営側スタッフ
運営側のスタッフ本人であり、運営者ブログにおけるペンネームも兼ねている。
- 【AM】イベント進行A

通称「A嬢」。主にニコニコ生放送と連動したイベントでの司会進行、運営者ブログ上における更新要素の告知を担当。
- 【AM】山田（仮）

プロモーション及び運営配信のニコニコ生放送におけるナレーション兼進行、運営者ブログ執筆を担当。ややシニカルな文体が特徴。
- 【AM】C

主にニコニコ生放送時の機材設置・操作を担当。
- 【AM】D

主にサービス内におけるユーザーとのコミュニケーションを担当。
他に、2名のaiめいとが在籍する。

#### 外神田
ai sp@ce内の事務所名を冠した、企画・運営スタッフが操作するアバター。aiめいとよりも公式性が強い。
- 【外神田】松村和俊

有限会社サーカス代表取締役会長兼株式会社エス・オー・エフ・ティー取締役社長。本作品のプロデュースを担当する。
- 【外神田】伴_龍一郎

本作品の運営責任者。伴餐会上での新方針発表も担当する。
- 【外神田】雪乃詩輝

運営チームリーダー。定期的にマイルームを開放し、ユーザーとの運営面における質疑応答を担当している。
- 【外神田】サポートタダシ

ユーザーサポート担当。雪乃同様定期的にマイルームを開放し、不具合やシステム面での質疑応答を担当している。
他に、2名の外神田アバターが在籍する。

#### aiがーど
MMORPGにおけるゲームマスターに相当し、サポート対応・違反者の取り締まりを担当する。ただし呼び出しと言ったシステムはなく、大抵公式フォームからの問い合わせが必要であった。

## マップ
仮想空間内は多人数が同一マップに集中することによる負荷を分散するため「マイルーム」以外は複数の「チャンネル」が存在し、「アキハバラ島」は8チャンネル、その他の島は4チャンネルずつ存在した。サービス開始から終了までチャンネル数の増減は無かった。
アバターがマップ上を移動する方法は「歩く」「走る」のみで、空を飛んだり乗り物に乗ったりすることは出来ない（個々のマップは広くないので必要ないとも言える）。マップ間の移動は、各マップ上に数ヶ所ずつあるワープゾーンに入り、移動先と移動先のチャンネルを選択する。他の「島」に移動する場合は各島に1カ所ずつある「駅」から移動することになるが、選択できる移動先が違うだけで上記のワープゾーンとほぼ同じものである。
どのマップもかなり広く作られていたが、実際に出入り出来るのはその一部の範囲に限られていた。

### マイルーム
全てのユーザーに対して1室ずつ与えられ、ユーザーの活動拠点となる専用スペース。初回ログイン時に「クラナド島」「ダ・カーポ島」「シャッフル島」のどこの住民になるかを選択する。登録後の変更は出来ない。キャラドルを連れ歩かない場合の控室ともなる。持ちきれないアイテムを格納できる倉庫も備えている。
部屋の広さは4段階あり、初期状態ではもっとも狭いレベル1の部屋を与えられるが、レベル4まで広くすることが可能。部屋の拡張は有料だが、登録後一定の期間が経過するとレベル3までは無料で拡張してもらえる。最大のレベル4にするには3000Pが必要。
室内には最大60個(部屋の広さによって異なる)の家具アイテムを設置でき、自由にレイアウトを行うことができる。家具の上に家具を設置してから下の家具を削除することで、宙に浮いた状態を作れた。アバターやキャラドルは膝までの高さの障害物であれば乗る事が出来るため、上手に家具を設置すれば二階を作ることも可能。
室内は他のユーザに対して公開することも可能で、見る人を驚かせるような部屋も多数公開されていた。
住民登録時に支給されるパソコンを設置すると「ドラマ」（後述）の視聴や作成ができる。また、テレビを設置することで自室内でニコニコ動画の視聴もできるようになる。
マップ上の一戸建ての住宅を購入出来るようになるという計画もあったが実現しなかった。
水鉄砲関係のストーリーイベントの多くはマイルームへの出入りをきっかけとして発生する。

### アキハバラ島
アキハバラ島は全ての島のターミナルであり、他の島に行くにはアキハバラ島を経由する。ビルや看板なども2008年頃の実際の秋葉原駅周辺をモデルにしている。
アキハバラ島は電気街口のラジオ会館側マップとUDX側マップに分かれている。駅を出て神田川方面に歩くと「外神田事務所」がある。駅から中央通りに向かって歩いていくと大通りの手前に街頭テレビが設置されている。それ以上奥に行くことはできない。改札口前の通路を奥に進むとUDX側のマップに移動する。UDXに通じる高架歩道の上をUDX入口まで歩いて行くことができる。
UDXビルにも街頭スクリーンが設置されているが、ここだけ他のスクリーンと違い、犬、猫などの動物動画が多く流れるようになっていた。高架歩道が秋葉原ダイビルに分岐する地点に、イベントホールへ通じるNPCが設置されている。アキハバラ島は全部で8chあり、混雑時など必要に応じてチャンネルを変える事が出来る。
- 外神田事務所

ユーザーのaisp@ce内での生活を総合的にサポートする場所。
1階のカウンターに向かって左端から順に
6番：外神田ポイント交換
5番：外神田ポイント交換(ウェスタン)
4番：Ｄ配布職員
3番：真珠（住民登録）
2番：シリアルコード受付
の各種窓口があった。
初めてai sp@ceを訪れたユーザーはここで住民登録を行い、所属する島を決める。
4番窓口では一日一回1000Dの給付金を貰える(通称「年金」)。日付けが変わると同時にその日の分の給付が始まるため、毎日午前零時が近づくと多くの人が集まり　列を作って支給開始を待つ光景が見られた。
- さかさま対策課

外神田事務所の階段を上った2階にある。水鉄砲シューティングの実装に伴い、新設された。街頭スクリーンも設置されている。
正面のカウンターに通常ミッションの受付があるほか、さかさま対策課長をはじめ各種消費アイテムやコスプレ衣装販売係のNPCがいる。また、aiぽんも設置されている。
部屋の中央には季節に応じて噴水やクリスマスツリーなどが設置された。
- aiぽんルーム

外神田事務所1階の奥にある。
さかさま対策課に置ききれなくなったaiぽんが古い方から順にこの部屋に移設された。aiぽんルームの壁面が埋まるとさらに部屋が増設されたため、最終的にはaiぽんルーム3まで作られた。
- イベントホール

2009年○月にアキハバラ島UDX側に新設されたスクリーンとステージを備えたホールで、主に生放送イベントや　あいすぺミーティングなどに使用された。
イベントの無い時でも自由に出入りできるが、街頭スクリーンと違いイベントで使用されていない時はスクリーンに何も映らない。

### ダ・カーポ島
「ダ・カーポ2」の舞台となる風見学園を再現したマップと、商店街マップ、アパートがある。
学校マップと商店街マップはそれぞれ4chある。
- 風見学園

学園の校舎と校庭、グラウンド、周囲の桜並木が精巧に再現されている。校舎内の教室などは作られていない。周囲には住宅街が広がっているが、学園の周囲しか立ち入る事はできない。
学園の内外に20人ほどのNPCが配置されており、初期にはお使いクエスト要員であった。水鉄砲シューティング導入と同時にこのクエストは廃止されたが、NPCはその後も撤去されることなく残った。
校庭には「aiばいと」用のはりまおが発生する。
- 商店街

アキハバラ島とを結ぶ駅から出ると正面に広場と街頭スクリーンがあり、広場の左右に伸びる道に沿って「ドラマ」販売所、男性用衣類、女性用衣類、アクセサリ、ランジェリー、小物、帽子、鞄、靴、家具、貸衣装、美容室、工務店、不動産、の14の店舗が並んでいる。（美容室と不動産屋はサービス終了までずっと「準備中」のままであった）
クラナド島、ダ・カーポII島、シャッフル島、どの島の商店街も店員のセリフが一部違う以外はほぼ同じと言って良い。サービス開始当初は販売アイテムの一部が「この色はこの島の店にしか無い」といった差別化がされていたものもあったが、その後追加されたアイテムは全て共通のアイテムとなった。
aiぽん関係でも、CLANNAD関係のaiぽんはクラナド島に、となっていた時期もあったが水鉄砲シューティング実装後は全てアキハバラ島に集約された。
学園マップと同様にNPCが配置されているほか、aiばいとや水鉄砲クエスト等が追加されるに従い、関係するNPCも追加された。
- アパート

プレーヤーがその島の住人であればマイルームとなる。公開されている部屋であれば他人の部屋にも入ることも出来る。

### クラナド島
「CLANNAD」の舞台となる光坂高校を再現したマップと、商店街マップ、アパートがある。
学校マップと商店街マップはそれぞれ4chある。
- 光坂高校

校門までの長い坂道から校舎と校庭、グラウンド、公園が精巧に再現されている。校舎内の教室などは作られていない。また、坂道の下には古河パン店を含む住宅街が広がっているが立ち入る事はできない。
学校の内外に20人ほどのNPCが配置されており、初期にはお使いクエスト要員であった。水鉄砲シューティング導入と同時にこのクエストは廃止されたが、NPCはその後も撤去されることなく残った。
校庭には「aiばいと」用のだんごが発生する。
- 商店街

お使いクエスト用のNPCの配置以外はダ・カーポ島やシャツフル島と同じ造りになっている。
- アパート

プレーヤーがその島の住人であればマイルームとなる。

### シャッフル島
「SHUFFLE!」の舞台となるバーベナ学園を再現したマップと、商店街マップ、アパートがある。
学校マップと商店街マップはそれぞれ4chある。
- 国立バーベナ学園

バーベナ学園の校舎と校庭、ひまわり畑や学校前のバス停などが再現されている。
周囲には芙蓉家を含む住宅街が広がっているが、学園の周囲しか立ち入る事はできない。学園の内外に20人ほどのNPCが配置されており、初期にはお使いクエスト要員であった。水鉄砲シューティング導入と同時にこのクエストは廃止されたが、NPCはその後も撤去されることなく残った。
校庭には「aiばいと」用の白玉が発生する。
- 商店街

お使いクエスト用のNPCの配置以外はダ・カーポ島やクラナド島と同じ造りになっている。
- アパート

プレーヤーがその島の住人であればマイルームとなる。　

## イベント

### 原作イベント
原作キャラクターに関するイベント。普段見る事のできない原作キャラクターが登場する。各島一斉に行われる。12月24日の夜にクリパイベントが行われたこともある。その他にもハロウェインイベントや人気投票、好きな原作キャラクターにお菓子を作ってプレゼントするバレンタインデーイベントや、そのお返しとして原作キャラクターがマイルームに訪問してくるホワイトデーイベント等が行われた。2009年5月のCLANNAD創立者祭イベントが最後の原作イベントとなった。

### 運営キャラクターによるイベント
運営の操作するキャラクターが司会者となって遊ぶイベント。季節や萌えなどに関係したクイズ大会や大喜利、かくれんぼ、aiちゅーんを利用したイベント、初心者講習会など内容はさまざまである。最後に集合写真を撮るのが恒例となっている。上記の「原作イベント」のように大がかりな物ではなく、システムの改変やアイテムの追加などは必要ない形で開催された。

### ai sp@ce生放送
ニコニコ生放送を利用したイベント。アキハバラ島UDX側にあるイベントホールで司会の運営キャラクターとツッコミを入れつつ視聴するのが習わしとなっていたが、その名の通りニコニコ生放送で配信されるため、放送を見るだけならai sp@ceにログインせずとも可能。外神田ジュエルス声優などが出演。内容によっては事前にユーザーからお便りが募集される。
コミックマーケット77では企業ブースから3日間生放送された。
また、ai sp@ceユーザー向けに制作・放送されていたジュエルズ生放送以外にも「とりあえず生中」「独占！モコモコ60分」など、週に数本が定期的にイベントホールで放送されていた。

### あいすぺミーティング
ユーザーがバグ報告や要望などを運営に直接意見を伝える事のできる場として「あいすぺミーティング」が毎月開催されていた。
初期はアキハバラ島UDX側に臨時のチャンネルを設置し「タウンミーティング」という名称で主に運営側から今後の予定の発表などを行うイベントとして実施されていが、後に運営陣アバターのマイルームを使って個別の質疑応答やバグ報告じ重点を置いた「マイルーム解放」になり、その後の参加人数の増加によりイベントホールに場所を移し「あいすぺミーティング」へと変わった。
過去には　新作アイテムや今後のai sp@ceの方針等を発表する場として運営責任者を務める伴 龍一郎が登場する「伴餐会」も数ヶ月に一度開催されていた。

## 水鉄砲シューティング
2010年1月に「コスプレ育成水鉄砲シューティング」と銘打って追加されたゲーム要素。この「水鉄砲シューティング」内ではプレーヤーはアバターではなくキャラドルを自キャラとして操り、「水鉄砲」を駆使して敵を倒しつつステージ毎に設定された任務を達成する。
水鉄砲を撃つ度にタンクの水は減少し、水の残量が0になると攻撃できなくなるがマップ上にある給水ポイントで補給が可能。
敵の攻撃でダメージを受けるとキャラドルのHPが減少する。HPの減少に応じてキャラドルの着ている服が脱げて行き、最終的に下着になるという脱衣ゲーム要素もある。HPが0になると行動不能になる。
パーティプレイの場合は全員が行動不能になるまで続けられる。コンティニューも可能(有料)。
操作キャラクターの後ろ斜め上からの視点で、敵にカーソルを合わせて弾を発射して倒すTPSになっている。
水鉄砲シューティングのプレイ中は通常マップ上とは操作方法が異なり、マウスで地形をクリックして進む「初心者モード」と、キーボードのWASDキーによる移動の「上級者モード」がある。

### 水鉄砲シューティングのシステム
コスプレ水鉄砲シューティング専用のシステムとして次のようなものがある。
以下で解説するステータス等の効果はいずれも水鉄砲シューティング中に限られており、通常マップ上では効果は無い。
- レベル

水鉄砲シューティングの開始に伴ってキャラドルの「レベル」という概念が導入された。
「ミッション」をクリアすると難易度に応じて経験値を獲得でき、一定の経験値を貯めることによりキャラドルのレベルが上昇する。当初はレベル20までのレベルキャップがあったが段階的に解放され、最終的にはレベル50まで上げることが可能になった。
- ミッションステータス

水鉄砲シューティング内でのみ有効なキャラドルの能力値。「アタック」「テクニック」「マインド」「ラック」「ディフェンス」の5種類のパラメーターがある。
アタック・・・一発当たりの攻撃力に関わる
テクニック・・・弾の発射速度に関わる
ラック・・・クリティカルや麻痺の成功率に関わる
マインド・・・クリティカルや麻痺に対する抵抗力に関わる
ディフェンス・・・攻撃を受けたときのダメージに関わる
と説明されていたが、あまり明確な効果を感じられないパラメーターもあった。
初期値はそれぞれ10で、割り振りポイントを振り分けることで各能力を伸ばす事ができる。割り振りポイントは最初に20ポイント、以降もレベルアップごとに貰えるポイントを振り分ける事で強化できる。
その他にHP(耐久力)があるが、これはレベルアップやアイテムによっても増加せず、常に初期値のままである。
- コスプレ

キャラドルに特定の組み合わせで衣装を着せる事により「コスプレ」が発生する。
コスプレが成立した状態ではステータス値が上昇(コスプレ毎に異なる)し、各コスプレごとに用意されている「スキル」を使用できる様になる。また、水鉄砲プレイ中のキャラドルの台詞も専用のものに変わり、(例として古河渚のコスプレでプレイすると古河渚のボイスで喋る様になる)　カットインアニメーションも各々用意されている。
ミッション中に他のコスプレに着替えることはできない。
水鉄砲開始当初は全10種類だったが順次追加され、最終的には35種類にまで増えた。
- スキル

「コスプレ」が成立した状態のキャラドルに付加される特殊能力。各コスプレ毎に異なる能力が1種類ずつ(例外的に2種類あるコスプレも存在する)設定されている。
水鉄砲のショットの形式が多く、射程が長くなるスキル、威力が大きくなるスキル、特殊な弾道で飛ぶスキルなど、非常に有用なものから、無意味に近く思えるものまで様々な特徴がある。その他、防御や回復能力のスキルもある。
コスプレの状態で一定の経験値を獲得することによりそのスキルを修得でき、それ以後はそのコスプレでなくともそのスキルを使用できるようになる。修得済みの複数のスキルをプレイ中に切り替えて使用することも可能。一般的なガンシューティングでの武器の交換にあたる。
- 乙女の恥じらいアタック

通常より派手で威力が強い水噴射をする。攻撃系だけでなく防御系などでも有効。普通の女の子以外のコスプレ着用時に衣装が残り一枚の時に使うと迫力満点のカットインアニメが発生する。
- アイテム合成・合成

ミッションクリア後に手に入る各種アイテムを組み合わせる事で、ステータスをアップさせる「ニワンゴ像」とその精錬用の「研磨剤」を作成できる。
ステータス1種のみ上昇させる「ブロンズ」から2種類上昇させる「シルバー」、3種類の「ゴールド」、4種類の「プラチナ」まで存在する。上位になるほど難易度の高いミッションをクリアしないと必要なアイテムを入手できない。

### ストーリー
- 公式ストーリー

キャラドルとアバター、そして美少女ゲームのヒロインたちが、平和に毎日を過ごすai sp@ce。
そんなai sp@ceに、ある日突如として異変が訪れた。
ai sp@ceに外観は似ているものの、常に夜のように薄暗く、1人の少女が率いる異様な敵たちが蠢く、もうひとつの世界が出現したのだ。
異常により、次々と倒れていくキャラドルたち。ヒロインたちは姿を消し、赤い月が世界を照らす――
- ストーリー詳細

突如各島で悪夢を見る事件が発生、同時にキャラドルの緊急停止が多発、外神田の調査により何らかの原因で悪夢を発生させ、それが異世界との繋がり攻撃を受けていると判明。外神田は敵の名前を"影（シャドー）"、悪夢の場所を"通路（サーキット）"と命名し、さかさま対策本部を設立する。影の進行は拡大する一方で対策本部はマスター（ユーザー）も影討伐の参加を要請、アクセスキーをキャラドルに挿入（ジョイント）することで悪夢の中に進入し同化、特殊な水鉄砲を持ち影撃退の戦いへと巻き込まれる。

### ミッション
水鉄砲シューティングのプレイ形態は次の3種類に分かれる。
- さかさま対策課で任意に行うもの

外神田事務所の二階にある「さかさま対策本部」のミッション受付窓口で、さまざまな難易度の多数のミッションの中から任意に選びプレイできる水鉄砲シューティングの基本となるモードで、通常「水鉄砲をプレイする」と言えばこのモードのことを指す。
ゲーム内では、ストーリークエストでの「影」との戦いに備えての訓練、という位置付けになっている。
プレーヤーの「スタミナ」や「行動力」などによるプレイ回数の制限はなく、時間の許す限り自由にプレイできる。
ミッションの内容は制限時間内に全ての敵を倒すという内容のものが多いが、特定の敵を倒せば終了となるものや数ヶ所のチェックポイントを通過すれば成功となるミッションなど、様々である。
最初は簡単なミッションのみ選べるが、キャラドルのレベルアップや、特定の条件を満たすことによって順次難易度の高いミッションも選択できるようになる。
目標をクリアし、ミッションに成功するとキャラドルに経験値が加算され報酬としてゲーム内通貨が受け取れるほか、ランダムで消費アイテムや合成アイテムが手に入る。希にレアアイテムとして衣装などが手に入る場合もある。クリアできなかった場合は報酬やアイテムは手に入らないがペナルティも無い。
最大4人までのパーティ協力プレイが可能。参加人数が増えても敵の数や強さは変化しないので、人数が多い方が難易度は下がる。ただし経験値は実際に敵を倒したプレーヤーにしか入らないため、4人でプレイすると平均で1/4の経験値しか得られないことになる。
- シナリオの進行に伴って発生するもの

これは1ストーリー中に数回しか発生しない。
キャラドルのレベル等の特定の条件を満たした時に自動的に発生し、その場で「○○を救出して欲しい」等の説明を受けてスタートする。アイテム等の準備が整っていなくても強制的に始まる事になる（のちに後回しにすることも可能になった）が、失敗しても何度でも再挑戦できる。再挑戦できない場合もあるが、それによってストーリーが進行しないなどの不利益は無いようになっている。1度クリアすると再度プレイできない。
他のプレーヤーとの共同プレイは出来ず、1人でクリアしなければならない。長丁場になることが多いが時間制限はない。
・一期シナリオ
原作ヒロイン（古河 渚、朝倉 音姫、リシアンサス）の救出作戦クエスト。このミッションでは時間制限が無く、ボスにラピス（ロボット騎乗）が現れる。クエストを達成すると原作ヒロインの部屋に招待される。
・二期シナリオ
・三期シナリオ
・四期シナリオ
- ニワンゴが持つミッション

これは他作品とのコラボレーション企画による「ワールドアップデート」に伴い実装されたクエストで、アキハバラ駅改札前にいるニワンゴのNPCから受託する。
・「ai sp@ce×東方Project」東方Project
・「ai sp@ce×真・恋姫†無双」真・恋姫†無双
・「ai sp@ce×ミルキィホームズ」探偵オペラ ミルキィホームズ
の3つがあり、基本的にはaisp@ceの世界に応援に来たという設定の各キャラクターと交流しつつ水鉄砲の訓練を行う、といった内容で1キャラクターにつき各7回のクエストが用意されている。
このクエストに挑戦するには通常の水鉄砲ミッションで希にドロップするアイテム「ヒロインチケット」が1回につき1枚必要になる。これもストーリークエストと同じく1度クリアすると再度プレイできない。
この他、各島への移動メニューの左上のヒロインキャラクターのアイコンをクリックすることで始まるクエストも、上記のコラボクエストとほぼ同様な内容になっている。

### クエスト
水鉄砲ミッションに関連して、さかさま対策課のNPCから受託できるクエストの事。
特定のミッションを指定回数クリアする、ミッション中に得られるアイテムを何個集める、等の指定された条件を満たすことでミッションとは別に報酬を貰える。
ストーリーイベントとは特に関連はなく、興味がなければやらなくても構わない。
- 影対策課課長クエスト

さかさま対策本部にいる影対策課課長から受けられるクエストのこと。
クエストの内容は様々で、キャラドルのレベルに合わせて、何回以上○○をする、特定のアイテムを手に入れる等のいくつかの指定された内容を全て満たした後、再度話しかけるとクリアと認定され、報酬を受け取れる。
特に時間制限はないが条件をクリアするまで長期間かかるクエストも多い。
- 影対策課職員クエスト

各島にいる影対策職員から受けられるクエストのこと。
レベル制限があり受けられるクエストが限られている。指定のミッションを○回クリアする、特定のアイテムを入手して渡す等の数種類のクエストの中からランダムに割り当てられ、引き受けてから24時間以内に達成できないと無効になる。成功報酬に外神田ポイントを貰え、外神田事務所の受付で各種アイテムとの交換が出来る。1日につき最大3つのクエストを受けられる。
- 新米職員クエスト

さかさま対策本部に居る「新米職員」から受けられるクエストのこと。
1日1回、日替わりの条件のクエストを達成する。レベル制限はなく、10～30分程度で達成可能。特定の敵を○体倒せというものが多く、難易度の割に比較的報酬が良い。但し、パーティでのプレイを指定される事が多い。
成功報酬として外神田ポイントと各種ブーストアイテムも貰える。
また、上記の3種類の他に期間限定でコラボ企画関連の専用NPCによるクエストもあった。

### ライバルキャラクター
コスプレ水鉄砲シューティングに関わる敵キャラクター。
- ラピス (CV: 柏木美優)

水鉄砲シューティングにおけるボスキャラクター。幼い外見に似合わないエロティックかつサディスティックな言動でプレイヤーを翻弄し、敵キャラクターを差し向けてくる。

## 課金システム
大半の衣装は購入するのに課金を要求される。販売方法も通常のアバター販売、クジ販売、他商品の付属シリアルコードなどがあり、衣装を求むのにそれなりの費用が必要となる。中には使用期間がある安価格のレンタル衣装もある。また、アダルトゲームを中心に他社のゲーム作品とのコラボレーションがあり、主にゲームに登場している衣装の提供をされている。基本コンセプトである『CLANNAD』、『〜ダ・カーポII〜』、『SHUFFLE!』の世界観に侵食する形となっている。
また家具の販売、水鉄砲を有利にするアイテムの販売も行われている。
以下、×はアダルトゲーム関連

### aiぽん
クジ商品で、通常1回500円。
- ヒロインaiぽん（くじ）関連

・棗鈴aiぽん リトルバスターズ! Key
×黒田結衣aiぽん ほしうた フロントウイング
×白河ことりaiぽん D.C.D.C 〜ダ・カーポ・ドリームクリスマス〜 CIRCUS
×大場弥生aiぽん DEARDROPS OVERDRIVE
×能美クドリャフカaiぽん クドわふたー key
×柊茉莉aiぽん あるぴじ学園 CIRCUS
- アイランドaiぽん（くじ）関連

×リシアンサス SHUFFLE! Navel
・古河渚 CLANNAD Key
×朝倉音姫 D.C.II 〜ダ・カーポII〜 CIRCUS
×白河ななか D.C.II 〜ダ・カーポII〜 [CIRCUS
×雪村杏 D.C.II 〜ダ・カーポII〜 CIRCUS
×月島小恋 D.C.II 〜ダ・カーポII〜 CIRCUS
×朝倉由夢 D.C.II 〜ダ・カーポII〜 CIRCUS

### コラボレーションシリーズ
他社のゲームのコラボレーションされた商品。アバター販売になっていて、一つのパーツが800円から2000円で売られている。
- コラボレーションシリーズ

×第1弾 俺たちに翼はない Navel
×第2弾 マジスキ 〜Marginal Skip〜 MOONSTONE
×第3弾 真・恋姫†無双 〜乙女繚乱☆三国志演義〜 BaseSon 関羽の衣装
×第4弾 ティンクル☆くるせいだーす Lillian
×第5弾 メモリア Purple software
×第6弾 Primary 〜Magical★Trouble★Scramble〜 SkyFish
×第7弾 ANGEL MAGISTER mana
・第8弾 リトルバスターズ! Key
×第9弾 そらいろ ねこねこソフト
×第10弾 真・恋姫†無双 〜乙女繚乱☆三国志演義〜 BaseSon 諸葛亮の衣装
×第11弾 真剣で私に恋しなさい!! みなとそふと
×第12弾 シュガーコートフリークス Littlewitch

### シリアルコード
関連商品を購入すると特典としてアイテムがついてくる。
- シリアルコード（商品購入特典）関連

×真・恋姫†無双 〜乙女繚乱☆三国志演義〜 BaseSon
・東方Project 上海アリス幻樂団
・独占!モコモコ60分　桃井はるこ
・リトルバスターズ! Converted Edition Key
×D.C.II To You 〜ダ・カーポII〜 トゥーユー CIRCUS
・加瀬愛奈「ai」コレボネーションチケット
×D.C.II Fall in Love 〜ダ・カーポII〜 フォーリンラブ CIRCUS
・D.C.toEF ラジオCD vol.6 CIRCUS
・D.C.I.F. 〜ダ・カーポ〜 イノセントフィナーレ CIRCUS
・ペンギン娘♥はぁと vol.3
×D.C.II P.C. 〜ダ・カーポII〜 プラスコミュニケーション　CIRCUS
・ヴァイスシュヴァルツ エクストラパック D.C.II P.C. CLANNAD vol.1

### ワールドアップデート
CLANNAD、D.C.II 〜ダ・カーポII〜、SHUFFLE!の基本コンセプトゲーム以外からの参入された作品および販売。販売方法は独自で、ゲーム内で手に入るものもあればアバター販売されているものもある。
- ワールドアップデート（水鉄砲シューティング）関連

・東方Project 上海アリス幻樂団
×真・恋姫†無双 〜乙女繚乱☆三国志演義〜 BaseSon
・探偵オペラ ミルキィホームズ ブシロード

### 家具
各島にある家具店や秋葉原の家電品で売られている。机に座る、ベッドに横になるなど一部家具にキャラドルがモーションを見せるものがある。また、テレビを購入するとアパートの自室でアイスペ放送やニコニコ動画を見ることが可能になる。ただし画面のサイズがテレビのインチによって変わり、一番大きい32型でも見にくい。
アパート自室を広くする事も可能。各自レベル1の部屋を与えられるが、最大レベル4まで広くすることが可能。レベルを1つ上げるのに1,500円必要になるが、日数が経過すると、工務店に話しかける事で自動的にレベル3まで拡大してくれる。レベル4にするには3,000円が必要になるが、転生するとリセットとなる。

### 水鉄砲アイテム
さかさま対策本部に販売されている水鉄砲専用のアイテム。戦闘に有利になるアイテムなどがある。

## テーマソング
- U make 愛 dream
- 愛永久 〜Fortune favors the brave〜

## 問題点

### 未改善の問題点
- コンセプトとジャンルの離脱

基本コンセプトではCLANNAD、D.C.II 〜ダ・カーポII〜、SHUFFLE!の世界観を再現しキャラドルと目的もなくコミュニケーションやバーチャル生活を楽しむメタバースとして作られたサービスの筈だったが、世界観の更新が殆ど無くアバターの販売程度に留まっている。また基本コンセプト以外のゲームやキャラクターが関与してきたり、メタバースの定義を逸脱した水鉄砲シューティングを実装したりと、基本コンセプトとジャンルそのものが変わっている。
- 18歳未満の配慮

本ゲームは成人向けのサービスだが18歳未満でも親権者または保護者の同意の下で参加できる条件付の全年齢対象サービスであるが、サービス内容にアダルトゲームとの関連性が強く18歳未満への配慮が良くない。また水鉄砲シューティングに脱衣要素がある。ただし、コンシューマ版などとして概ね15歳以上対象のバージョンが発売されていたり、アダルトアニメではない一般のテレビアニメやOVAなどになっていることがほとんどである。
・関連アダルトゲーム一覧。
D.C.II 〜ダ・カーポII〜 CIRCUS
SHUFFLE! Navel
俺たちに翼はない Navel
マジスキ 〜Marginal Skip〜 MOONSTONE
真・恋姫†無双 〜乙女繚乱☆三国志演義〜 BaseSon
ティンクル☆くるせいだーす Lillian
メモリア Purple software
Primary 〜Magical★Trouble★Scramble〜 SkyFish
ANGEL MAGISTER　mana
そらいろ ねこねこソフト
真剣で私に恋しなさい!! みなとそふと
シュガーコートフリークス Littlewitch
D.C.II To You 〜ダ・カーポII〜 トゥーユー CIRCUS
D.C.II Fall in Love 〜ダ・カーポII〜 フォーリンラブ CIRCUS
D.C.II P.C. 〜ダ・カーポII〜 プラスコミュニケーション CIRCUS　
ほしうた フロントウイング
- スキマ問題

入れない場所に入れる穴。悪用するユーザーの取り締まりはしているが改善はされていない。
スキマの対応について。
- Windows Vistaの日本語入力問題

サービス当初よりOSがWindows VISTAでIMEを使用している場合、クライアントを立ち上げるタイミングによっては日本語入力が出来ない。
2009年2月24日に試験的に対応したが完全に修正されることは無かった。
- Windows 7の未対応問題

2009年発売のWindows 7が公式対応ではないがプレイ上は問題にはならない。
- 未実装問題

公式サービス開始前に大きな部屋でリシアンサスのお茶飲みの動画を公開、または運営後に第五の島・校舎内部・住宅街などの実装を予定していたが、これらは本実装に至る事はなかった。

### 改善された問題点
- 入国制限

運営当初はIDを登録しても受付順番待ちの制度を取っていた為にすぐにログインできなく長い時間待機待ちにさせた。
2008年10月28日にニコニコポイントを購入する事で待機時間を免除する事が可能。
2008年11月11日に全ID開放処置で改善された。
- 転生問題

何度もキャラクターを作り消すの繰り返しで初期クエストのゲーム通貨による報酬を貯められるプログラム上の欠陥（DUPE）があった。
2008年12月2日に報酬額を減らす対策を実装し、大量にゲーム通貨を保持してるユーザーから回収作業を行う。
水鉄砲シューティング実装で初期クエストを廃止。
- キャラドルの移動制限

所属している島以外にキャラドルが連れ歩けない制限があった。
2009年6月16日に制限解除した。
- ニコニコポイントに消費税

サービス開始からニコニコポイントの購入の際に消費税が外税であったが、2009年3月1日を以て内税に変更した。
- aiぽんの問題

所謂ガチャポン形式の課金アイテムが1回500円と、商品と価格の釣り合いを考慮しても非常に高額であり、ユーザーからは「ぼったくり」と不評を買っている。
5月24日のラストアップデートに伴い、500円aiぽんを含む全ての課金アイテムが10デレに変更された。
- 取引問題

RMT防止の名目で、aiぽんを含むニコニコポイントで購入した有料アイテムにが当初は一切取引できず、後に2010年1月19日に制限つき有料アイテムのトレード可能となったが、受け渡しは1日1回かつ、対象プレイヤーとフレンド登録して30日以上経過する必要がある。今後の様子で制限変更はあると記載していたが、結局最後まで実装される事はなかった。
5月24日のラストアップデートに伴い、上記の制限変更が未実装のまま制限解除という締め括りとなった。

## 歴史

### 2008年
- 4月8日 - ai sp@ce発表
- 9月22日 - クローズドベータテストフェーズ1開始
- 9月25日 - aiちゅーん稼働
- 9月29日 - クローズドベータテストフェーズ2+3開始
- 10月15日 - 正式サービス開始
- 10月17日 - 入国応募番号「1～60,000」まで解放
- 10月28日 - ニコニコポイント購入で入国制限解除と発表
- 11月11日 - 入国制限全面解除
- 12月26日 - マイルームでニコニコ動画の視聴が可能になる

### 2009年
- 1月27日 - クローズドベータテスト参加者特典配布
- 2月17日 - aiめいと創設。「【外神田】」に統一されていた運営アバターの表記が「【AM】」などに分割される。
- 2月23日 - ニコニコチャンネル内にai sp@ceチャンネルがオープン
- 2月24日 - ニコニコ生放送に対応
- 4月16日～4月26日 - 外神田ジュエルス声優オーディション募集
- 5月11日～5月17日 - 外神田ジュエルス声優オーディション投票
- 6月10日 - 「コスプレ育成水鉄砲シューティング」計画を発表
- 6月16日 - 他の島にキャラドルを連れて行けるように変更
- 6月26日 - 第1回外神田ジュエルス生放送
- 7月21日 - 各島商店街に特設プール実装
- 10月13日～10月20日 - 水鉄砲シューティング公開テスト
- 11月17日～11月24日 - 第2回水鉄砲シューティング公開テスト
- 12月22日～翌1月19日 - 第3回水鉄砲シューティング公開テスト

### 2010年
- 1月19日 - 水鉄砲シューティング正式サービス開始
- 3月14日 - ワールドアップデート【ai sp@ce×東方Project】
- 4月20日 - 水鉄砲シューティング第二期シナリオ実装
- 5月25日 - ワールドアップデート【ai sp@ce×真・恋姫†無双】
- 7月27日～10月26日 - 【ai sp@ce×初音ミク】スペシャルコラボキャンペーン
- 8月3日 - 水鉄砲シューティング第三期シナリオ実装
- 9月28日 - ワールドアップデート【ai sp@ce×ミルキィホームズ】
- 12月21日 - 水鉄砲シューティング第四期シナリオ実装

### 2011年
- 5月24日 - 定期メンテナンス後に突如としてサービス終了告知が行われ、新規登録とクライアントデータの配布中止。ログインユーザー（放置ユーザーは対象外）のみログイン可能とし、有料であったガチャの無料開放を行われる。
- 6月24日 - 外神田ジュエルス生放送最終回
- 6月30日 - 20:00をもってai sp@ceサービス終了、同時に公式サイトもサービス終了を知らせるトップページ1枚を残して消去。ニコニコ動画内のai sp@ceチャンネルも閉鎖、ただし虹視聴覚室チャンネルのアイスペ関連の動画はそのままである。

## コミック
- 『あいすぺ＠』（電撃G's Festival! COMIC）(電撃コミックス単行本)
  - 作画：武田みか / 原作：雨野智晴